# 2007-es NFL-szezon
A National Football League 2007-es szezonja a 88. szezon a professzionális amerikaifutball-ligában, az Egyesült Államokban. Az alapszakasz 2007. szeptember 6-án kezdődött az RCA Dome-ban Indianapolisban, Indianaban, a New Orleans Saints és a Super Bowl győztes Indianapolis Colts között, ahol a Colts nyert 41-10-re, és itt fejeződött be december 30-án, ahol a Tennessee Titans legyőzte a Coltsot, így végül bejutott a rájátszásba. December 29-én, szombaton a New England Patriots lett az első csapat, amely 16-0-s hibátlan mutatóval fejezte be a szezont. A mérkőzést a CBS, az NBC és az NFL Network is közvetítette. A rájátszás 2008. január 5-én kezdődött és a Super Bowl XLII-en ért véget a University of Phoenix Stadiumban Glendale-ben, Arizonában február 3-án, ahol a New York Giants 17-14-re legyőzte a New England Patriots-ot. A szezon a 2008-as Pro Bowllal fejeződik be, február 10-én, a 2006-os NFL-szezon után újra vasárnap.

## Menetrend
2007. március 26-án megszületett a döntés, hogy a Saints és a Colts kezdi az alapszakaszt szeptember 6-án, amit az NBC közvetít.
Az első vasárnapi meccsen a Dallas Cowboys találkozott a New York Giantsel szeptember 9-én, 8:15-kor az amerikai keleti idő szerint. Az első Monday Night Football az ESPN-en szeptember 10-én volt 7.00-kor a Cincinnati Bengals és a Baltimor Ravens között, illetve 10:15-kor a San Francisco 49ers és az Arizona Cardinals között.
Sorozatban második éve tartottak három mérkőzést Hálaadáskor (november 22.). A Detroit Lions a Green Bay Packersszel játszott 12:30-kor, a New York Jets a Dallas Cowboysszal 4:15-kor, az Indianapolis Colts pedig az Atlanta Falconsszal 8:15-kor.
Az NFL alapszaksz ütemterve főcsoporton belül és kívül a 2007-es évre:
Főcsoporton belül
- AFC East vs. AFC North
- AFC West vs. AFC South
- NFC East vs. NFC North
- NFC West vs. NFC South

Főcsoportok között
- AFC East vs. NFC East
- AFC North vs. NFC West
- AFC South vs. NFC South
- AFC West vs. NFC North

### Hall of Fame játék
A Hall of Fame játékot Cantonban, Ohioban játszották 2007. augusztus 5-én, ahol a Pittsburgh Steelers legyőzte a New Orleans Saintst 20-7-re; a meccset az NFL Network közvetítette, majd később az NBC is levetítette, aki korábban a China Bowl közvetítését vállalta Pekingből, Kínából.

### Rugalmas ütemezés
Az NFL második éve alkalmazza a rugalmas ütemezést az alapszakasz utolsó heteiben. A 11. és 17. hét között az NBC minden vasárnap esti mérkőzését áthelyezhette egy alkalmasabb időpontra 12 nappal a meccs előtt.

### Globális NFL
2006 óta minden évben játszanak egy mérkőzést Európában. 2007. február 2-án megszületett a döntés, hogy a nyolcadik héten a New York Giants - Miami Dolphins mérkőzést október 28-án, helyi idő szerint 5 órakor játsszák a londoni Wembley Stadionban. As the Giants were the away-team designate from the NFC, Fox broadcasted the game in the USA according to league broadcast contract rules.
Az előszezon alatt rendezték meg a China Bowlnak nevezett mérkőzést 2007. augusztus 8-án a New England Patriots és a Seattle Seahawks között a Workers Stadiumban, Pekingben, Kínában.

## Alapszakasz végső eredményei
| A rájátszásra kvalifikáltak |

A rájátszás kiválasztott helyezései zárójelben
Gy = Győzelmek, V = Vereségek, D = Döntetlenek, % = Győzelmi százalék, SZP= Szerzett Pont, KP = Kapott pont
| AFC East                 |    |    |   |       |     |     |           |
| Csapat                   | Gy | V  | D | %     | SZP | KP  |           |
| (1) New England Patriots | 16 | 0  | 0 | 1.000 | 589 | 274 | Részletek |
| Buffalo Bills            | 7  | 9  | 0 | .438  | 252 | 354 | Részletek |
| New York Jets            | 4  | 12 | 0 | .250  | 268 | 355 | Részletek |
| Miami Dolphins           | 1  | 15 | 0 | .063  | 267 | 437 | Részletek |
| AFC North                |    |    |   |       |     |     |           |
| Csapat                   | Gy | V  | D | %     | SZP | KP  |           |
| (4) Pittsburgh Steelers  | 10 | 6  | 0 | .625  | 393 | 269 | Részletek |
| Cleveland Browns         | 10 | 6  | 0 | .625  | 402 | 382 | Részletek |
| Cincinnati Bengals       | 7  | 9  | 0 | .438  | 380 | 385 | Részletek |
| Baltimore Ravens         | 5  | 11 | 0 | .313  | 275 | 384 | Részletek |
| AFC South                |    |    |   |       |     |     |           |
| Csapat                   | Gy | V  | D | %     | SZP | KP  |           |
| (2) Indianapolis Colts   | 13 | 3  | 0 | .813  | 450 | 262 | Részletek |
| (5) Jacksonville Jaguars | 11 | 5  | 0 | .688  | 411 | 304 | Részletek |
| (6) Tennessee Titans     | 10 | 6  | 0 | .625  | 301 | 297 | Részletek |
| Houston Texans           | 8  | 8  | 0 | .500  | 379 | 384 | Részletek |
| AFC West                 |    |    |   |       |     |     |           |
| Csapat                   | Gy | V  | D | %     | SZP | KP  |           |
| (3) San Diego Chargers   | 11 | 5  | 0 | .688  | 412 | 284 | Részletek |
| Denver Broncos           | 7  | 9  | 0 | .438  | 320 | 409 | Részletek |
| Kansas City Chiefs       | 4  | 12 | 0 | .250  | 226 | 335 | Részletek |
| Oakland Raiders          | 4  | 12 | 0 | .250  | 283 | 398 | Részletek |

| NFC East                 |    |    |   |      |     |     |           |
| Csapat                   | Gy | V  | D | %    | SZP | KP  |           |
| (1) Dallas Cowboys       | 13 | 3  | 0 | .813 | 455 | 325 | Részletek |
| (5) New York Giants      | 10 | 6  | 0 | .625 | 373 | 351 | Részletek |
| (6) Washington Redskins  | 9  | 7  | 0 | .563 | 334 | 310 | Részletek |
| Philadelphia Eagles      | 8  | 8  | 0 | .500 | 336 | 300 | Részletek |
| NFC North                |    |    |   |      |     |     |           |
| Csapat                   | Gy | V  | D | %    | SZP | KP  |           |
| (2) Green Bay Packers    | 13 | 3  | 0 | .813 | 435 | 291 | Részletek |
| Minnesota Vikings        | 8  | 8  | 0 | .500 | 365 | 311 | Részletek |
| Detroit Lions            | 7  | 9  | 0 | .438 | 346 | 444 | Részletek |
| Chicago Bears            | 7  | 9  | 0 | .438 | 334 | 348 | Részletek |
| NFC South                |    |    |   |      |     |     |           |
| Csapat                   | Gy | V  | D | %    | SZP | KP  |           |
| (4) Tampa Bay Buccaneers | 9  | 7  | 0 | .563 | 334 | 270 | Részletek |
| Carolina Panthers        | 7  | 9  | 0 | .438 | 267 | 347 | Részletek |
| New Orleans Saints       | 7  | 9  | 0 | .438 | 379 | 388 | Részletek |
| Atlanta Falcons          | 4  | 12 | 0 | .250 | 259 | 414 | Részletek |
| NFC West                 |    |    |   |      |     |     |           |
| Csapat                   | Gy | V  | D | %    | SZP | KP  |           |
| (3) Seattle Seahawks     | 10 | 6  | 0 | .625 | 393 | 291 | Részletek |
| Arizona Cardinals        | 8  | 8  | 0 | .500 | 404 | 399 | Részletek |
| San Francisco 49ers      | 5  | 11 | 0 | .313 | 219 | 364 | Részletek |
| St. Louis Rams           | 3  | 13 | 0 | .188 | 263 | 438 | Részletek |

Döntetlenre végzők
1. ↑  A Pittsburgh végzett az első helyen az AFC North csoportban a Cleveland előtt az egymás elleni eredmény alapján.
2. ↑  A Tennessee megkapta AFC 6. kiemelt helyét a Cleveland előtt a közös ellenfél elleni mutató alapján. (4-1, a Clevelandnek 3-2).
3. ↑  A Kansas City végzett a harmadik helyen az AFC West csoportban az Oakland előtt a jobb közös ellenfél elleni mutató alapján. (3-11, az Oaklandnek 2-12).
4. ↑  A Detroit végzett a harmadik helyen az NFC North csoportban a Chicago előtt az egymás elleni eredmény alapján.
5. ↑  A Carolina végzett a második helyen az NFC South csoportban a New Orleans előtt a jobb főcsoport mutató alapján (7-5, a New Orleansnak 6-6).

## Rájátszás
| Rájátszás kiemeltek |                                     |                                      |
| Kiemelés            | AFC                                 | NFC                                  |
| 1                   | New England Patriots (East győztes) | Dallas Cowboys (East győztes)        |
| 2                   | Indianapolis Colts (South győztes)  | Green Bay Packers (North győztes)    |
| 3                   | San Diego Chargers (West győztes)   | Seattle Seahawks (West győztes)      |
| 4                   | Pittsburgh Steelers (North győztes) | Tampa Bay Buccaneers (South győztes) |
| 5                   | Jacksonville Jaguars                | New York Giants                      |
| 6                   | Tennessee Titans                    | Washington Redskins                  |

### AFC
- Wild-Card rájátszás
  - Január 5: Jaguars 31, Steelers 29
  - Január 6: Chargers 17, Titans 6
- Csoport rájátszás
  - Január 12: Jaguars 20, Patriots 31
  - Január 13: Chargers 28, Colts 24
- AFC Bajnokság
  - Január 20: Chargers 12, Patriots 21

### NFC
- Wild-Card rájátszás
  - Január 5: Seahawks 35, Redskins 14
  - Január 6: Giants 24, Buccaneers 14
- Divisional rájátszás
  - Január 12: Seahawks 20, Packers 42
  - Január 13: Giants 21, Cowboys 17
- NFC Bajnokság
  - Január 20: Giants 23, Packers 20 (hosszabbítás)

### Super Bowl XLII
- Február 3., Glendale (Arizona), Arizona: Giants 17, Patriots 14

### 2008 AFC-NFC Pro Bowl All-Star Game
- Február 10., az Aloha Stadiumban, Honolulu, Hawaiʻi: AFC-NFC 30-42

## Szabálymódosítások
A következő szabálymódosításokat az NFL vezetői fogadták el Phoenixben, a március 25-28. közötti találkozón.
- Az azonnali újrajátszásrendszerhez, amit 1999 óta használtak, végül készítettek egy állandó használatú eszközt.[8]
- A rendszert felújították a nagy felbontású HDTV technológiával.[9][10]
- A play végén, ha egy játékos eldobja a labdát, kivéve az end zone-ban, a csapat 5 yardos büntetést kap a játék késleltetése miatt.[10]
- Ha az előrepasszolásnál a labda hozzáér egy támadó falemberhez, a csapat nem kap szabálytalan labdaérintés miatt büntetést, ha a játékos nem szándékosan ért hozzá.[10]
- A belerohanás a passzolóba büntetéseket nem megják hívni, ha a védőjátékos ütközik a quarterbackel, de a védő fölemelt karral löki a földre a passzolót.[10]
- Olyan szituációkban, amikor a hangzavar miatt a játékosok nem hallják a quarterback utasításait, nem kérhetik a főbírót, hogy állítsa vissza a támadóidőt.[10]
- A labdának érinteni kell a pilont, vagy a pilon síkját a touchdownhoz. Korábban elég volt csak a játékos egy testrészének érinteni a pilont, vagy annak a síkját.[11]
- Sikeres elkapás akkor van, ha a játékos mindkét lába érinti a földet, és a játékos irányítani tudja a labdát.[12]
- A játékosoknak kötelező becsatolt állszíjjal játszani. Ellenkező esetben a bírók ezt büntethetik.[12]

## Edzőváltások
| Csapat              | Korábbi 2006-os Edző                                       | Új edző                                                                  |
| ------------------- | ---------------------------------------------------------- | ------------------------------------------------------------------------ |
| Atlanta Falcons     | Jim Mora, kirúgták                                         | Bobby Petrino, korábbi vezetőedző, University of Louisville*             |
| Arizona Cardinals   | Dennis Green, kirúgták                                     | Ken Whisenhunt, korábbi offensive koordinátor, Pittsburgh Steelers       |
| Dallas Cowboys      | Bill Parcells, nyugdíjba vonult                            | Wade Phillips, korábbi defensive koordinátor, San Diego Chargers         |
| Miami Dolphins      | Nick Saban, visszatért University of Alabamahoz, mint edző | Cam Cameron, korábbi offensive koordinátor, San Diego Chargers†          |
| Oakland Raiders     | Art Shell, kirúgták                                        | Lane Kiffin, korábbi offensive koordinátor, Univ. of Southern California |
| Pittsburgh Steelers | Bill Cowher, elszerződött                                  | Mike Tomlin, korábbi defensive koordinátor, Minnesota Vikings            |
| San Diego Chargers  | Marty Schottenheimer, kirúgták                             | Norv Turner, former offensive coordinator, San Francisco 49ers           |

* – Petrino később elszerződött a 13. meccs után a szezonban hogy elfogadja a vezetőedzői posztot a University of Arkansasnál. Emmitt Thomas, a Falcons defensive back edzője, a csapat ideiglenes edzője lett a szezon utolsó három meccsére.

† – 2008. Január 3.án kirúgták, miután a csapat 1-15-tel végzett.

## Mérföldkövek
A következő csapatok és játékosok minden idők NFL rekordját döntötték meg az idei alapszakasz ideje alatt.
| Rekord | Játékos/Csapat                                 | Dátum/Ellenfél                                               | Előző rekordtaró                                                      |
| --- | ---------------------------------------------- | ------------------------------------------------------------ | --------------------------------------------------------------------- |
| Leghosszabb Kickoff Visszahordás                                                                            | Ellis Hobbs, New England (108 yard)            | Szeptember 9., a N.Y. Jetsnél                                | Döntetlen 3 játékossal (106)                                          |
| Legtöbb Alapszakasz-győzelem egy Quarterbacknél, Karrier                                                    | Brett Favre, Green Bay (160)                   | Szeptember 16., a N.Y. Giantsnél                             | John Elway, 1983-1998 (148)                                           |
| Legtöbb Touchdown Passz, Karrier                                                                            | Brett Favre, Green Bay (442)                   | Szeptember 30., a Minnesotánál                               | Dan Marino, 1983-1999 (420)                                           |
| Legtöbb Passz Kísérlet, Karrier                                                                             | Brett Favre, Green Bay (8,758)                 | Szeptember 30., a Minnesotánál                               | Dan Marino, 1983-1999 (8,358)                                         |
| Legtöbb Pontot Szerző Csapat a Negyedik Negyedben                                                           | Detroit Lions (34)                             | Szeptember 30., a Chicago ellen                              | Döntetlen 3 csapattal (31)                                            |
| Legtöbb Touchdown Elkapás egy Tight Endnél, Karrier                                                         | Tony Gonzalez, Kansas City (66)                | Október 14., a Cincinnati ellen                              | Shannon Sharpe, 1990-2003 (62)                                        |
| Legtöbb Interceptionre Dobott Passz, Karrier                                                                | Brett Favre, Green Bay (288)                   | Október 14., a Washington ellen                              | George Blanda, 1949-1975 (277)                                        |
| Legtöbb Field Goal Egy Meccsen                                                                              | Rob Bironas, Tennessee (8)                     | Október 21, a Houstonnál                                     | Döntetlen 4 játékossal (7)                                            |
| Legtöbb Egymást Követő Szezon Egy Stadionban                                                                | Lambeau Field, Green Bay Packers               | 2007-ben az 51. szezon.                                      | Wrigley Field, Chicago Bears (50 év, 1921-1970)                       |
| Leghosszabb Kihagyott Field Goal visszahordás/ Leghosszabb Play az NFL Történetében                         | Antonio Cromartie, San Diego (109 yard)        | November 4., a Minnesotánál                                  | Döntetlen 2 játékossal (108 yard)/ Döntetlen 3 játékossal (108 yard)  |
| Legtöbb Futott Yard Egy Meccsen                                                                             | Adrian Peterson, Minnesota (296)               | November 4., a San Diego ellen                               | Jamal Lewis, 2003 (295)                                               |
| Legtöbb Egymást Követő Meccsen Három Touchdown Passz                                                        | Tom Brady, New England (10 meccs)              | November 4., az Indianapolisnál                              | Peyton Manning (8 meccs)                                              |
| Legtöbb Meccsen Három Touchdown Passz, Karrier                                                              | Brett Favre, Green Bay (63)                    | November 22., a Detroitnál                                   | Dan Marino, 1983-1999 (62)                                            |
| Legtöbb Passzolt Yard, Karrier                                                                              | Brett Favre, Green Bay (61,655)                | December 16., a St. Louis                                    | Dan Marino, 1983-1999 (61,361)                                        |
| Egymást Követő Szezonban 12-nél Több Győzelem                                                               | 2003-jelen Indianapolis (5)                    | December 16., az Oaklandnél                                  | 1992-1995 Dallas (4)                                                  |
| Legtöbb Touchdown Egy Szezon Alatt                                                                          | New England Patriots (75)                      | December 23., a Miami ellen                                  | Miami Dolphins, 1984 (69)                                             |
| Legtöbb Pont Touchdown Után Kickből Egy Szezon Alatt/ Legtöbb Pont Touchdown Kísérlet Után Egy Szezon Alatt | Stephen Gostkowski, New England (74/74)        | December 16., a N.Y. Jets ellen/ December 23., a Miami ellen | Uwe von Schamann, 1984 (66 PAT)/ Uwe von Schamann, 1984 (70 kísérlet) |
| Legtöbb Pont Egy Szezonban                                                                                  | New England Patriots (589)                     | December 29., a N.Y. Giantsnél                               | Minnesota, 1998 (556)                                                 |
| Legtöbb Touchdown Passz Egy Szezonban                                                                       | Tom Brady, New England (50)                    | December 29., a N.Y. Giantsnél                               | Peyton Manning, Indianapolis, 2004 (49)                               |
| Legtöbb Elkapott Touchdown Egy Szezonban                                                                    | Randy Moss, New England (23)                   | December 29., a N.Y. Giantsnél                               | Jerry Rice, San Francisco, 1987 (22)                                  |
| Legtöbb Pont Touchdown Után, Hibátlan, Egy Szezon Alatt                                                     | Stephen Gostkowski, New England (74/74)        | December 29., a N.Y. Giantsnél                               | Jeff Wilkins, St. Louis, 1999 (64/64)                                 |
| Legtöbb Megnyert Meccs Egy Szezonban                                                                        | New England (16)                               | December 29., a N.Y. Giantsnél                               | Döntetlen 4 csapattal (15)                                            |
| Legtöbb Egymást Követő Győzelem, A Szezon Elején/ Legtöbb Egymást Követő Veretlenség, A Szezon Elején       | New England (16)                               | December 29., a N.Y. Giantsnél                               | Miami, 1972 (14)                                                      |
| Legtöbb Egymást Követő Győzelem, A Szezon Végén/ Legtöbb Egymást Követő Veretlenség, A Szezon Végén         | New England (16)                               | December 29, a N.Y. Giantsnél                                | Döntetlen 2 csapattal (14)                                            |
| Legtöbb Egymást Követő Alapszakasz Győzelem                                                                 | New England, 2006-07 (19)                      | December 29, a N.Y. Giantsnél                                | New England, 2003-04 (18)                                             |
| Legtöbb Kick Visszahordás Touchdownért Egy Szezonban                                                        | Devin Hester, Chicago (6: 4 punt és 2 kickoff) | December 30., a New Orleans ellen                            | Devin Hester, 2006 (5: 3 punt és 2 kickoff)                           |
| Legtöbb Sikeres Passz Egy Szezonban                                                                         | Drew Brees, New Orleans (443)                  | December 30., a Chicagonál                                   | Rich Gannon, Oakland, 2002 (418)                                      |
| Legtöbb Elkapás egy Tight Endnél, Karrier                                                                   | Tony Gonzalez, Kansas City (816)               | December 30., a N.Y. Jetsnél                                 | Shannon Sharpe, 1990-2003 (815)                                       |

1. 1 2  Hobbs kickoff visszahordása akkor még a leghosszabb play volt döntetlennel az NFL történetében, amíg Cromartie be nem állította az új rekordot.

## Alapszakasz statisztikáinak vezetői
| Csapat                             | Csapat                                                                    |
| ---------------------------------- | ------------------------------------------------------------------------- |
| Legtöbb pont szerzése              | New England Patriots (589)                                                |
| Összes nyert yard                  | New England Patriots (6,580)                                              |
| Futott yardok                      | Minnesota Vikings (2,634)                                                 |
| Passzolt yardok                    | New England Patriots (4,731)                                              |
| Legkevesebb pont engedése          | Indianapolis Colts (262)                                                  |
| Legkevesebb összes yard engedése   | Pittsburgh Steelers (4,262)                                               |
| Legkevesebb futott yard engedése   | Minnesota Vikings (1,185)                                                 |
| Legkevesebb passzolt yard engedése | Tampa Bay Buccaneers (2,728)                                              |
| Egyéni                             |                                                                           |
| Pontszerzés                        | Mason Crosby, Green Bay (141 pont)                                        |
| Touchdown                          | Randy Moss , New England (23 TD)                                          |
| Legtöbb field goal                 | Rob Bironas, Tennessee (35 FG)                                            |
| Futás                              | LaDainian Tomlinson, San Diego (1,474 yard)                               |
| Passzoló mutatója                  | Tom Brady, New England (117.2)                                            |
| Passzolt touchdown                 | Tom Brady, New England (50 TD)                                            |
| Passzolt yard                      | Tom Brady, New England (4,806 yard)                                       |
| Passz elkapás                      | T. J. Houshmandzadeh, Cincinnati és Wes Welker, New England (112 catches) |
| Passz elkapás yard                 | Reggie Wayne, Indianapolis (1,510 yard)                                   |
| Punt visszahordás                  | Devin Hester, Chicago (42 651 yardra, 15.5 átlagos yard)                  |
| Kickoff visszahordás               | Josh Cribbs, Cleveland (59 1,809 yardra, 30.7 átlagos yard)               |
| Interception                       | Antonio Cromartie, San Diego (10)                                         |
| Puntolás                           | Shane Lechler, Oakland (73 3,585 yardra, 49.1 átlagos yard)               |
| Sack                               | Jared Allen, Kansas City (15.5)                                           |

## Díjak
| Most Valuable Player                  | Tom Brady, New England Patriots                                                                 |
| Az Év Edzője                          | Bill Belichick, New England Patriots Archiválva 2008. január 4-i dátummal a Wayback Machine-ben |
| Az Év Támadó Játékosa                 | Tom Brady, New England Patriots                                                                 |
| Az Év Védő Játékosa                   | Bob Sanders, Safety, Indianapolis Colts                                                         |
| Az Év Támadó Kezdő Játékosa           | Adrian Peterson, Running back, Minnesota Vikings                                                |
| Az Év Védekező Kezdő Játékosa         | Patrick Willis, Linebacker, San Francisco 49ers                                                 |
| NFL Az Év Visszatérője                | Greg Ellis, Dallas Cowboys                                                                      |
| Super Bowl Most Valuable Player Award | Eli Manning, New York Giants                                                                    |

All-Pro Team
| Offense          | Offense                                                      |
| ---------------- | ------------------------------------------------------------ |
| Quarterback      | Tom Brady, New England                                       |
| Running back     | LaDainian Tomlinson, San Diego Brian Westbrook, Philadelphia |
| Fullback         | Lorenzo Neal, San Diego                                      |
| Wide receiver    | Randy Moss, New England Terrell Owens, Dallas                |
| Tight end        | Jason Witten, Dallas                                         |
| Offensive tackle | Matt Light, New England Walter Jones, Seattle                |
| Offensive guard  | Steve Hutchinson, Minnesota Alan Faneca, Pittsburgh          |
| Center           | Jeff Saturday, Indianapolis                                  |

| Defense            | Defense                                                 |
| ------------------ | ------------------------------------------------------- |
| Defensive end      | Patrick Kerney, Seattle Jared Allen, Kansas City        |
| Defensive tackle   | Albert Haynesworth, Tennessee Kevin Williams, Minnesota |
| Outside linebacker | Mike Vrabel, New England DeMarcus Ware, Dallas          |
| Inside linebacker  | Lofa Tatupu, Seattle Patrick Willis, San Francisco      |
| Cornerback         | Asante Samuel, New England Antonio Cromartie, San Diego |
| Safety             | Bob Sanders, Indianapolis Ed Reed, Baltimore            |

| Kicker        | Rob Bironas, Tennessee  |
| Punter        | Andy Lee, San Francisco |
| Kick returner | Devin Hester, Chicago   |